# 이천세무고등학교
이천세무고등학교(利川稅務高等學校)는 대한민국 경기도 이천시 설성면 금당리에 있는 공립 고등학교이다.

## 학교 연혁
- 1958년 3월 15일 : 설성농고 농산제조과 3학급 인가
- 1961년 12월 30일 : 설성농고 폐교
- 1965년 12월 28일 : 경남농고 원예과 3학급 인가
- 1971년 3월 1일 : 교명변경 경남농고 → 경남실고 (상과 신설)
- 1973년 3월 1일 : 교명변경 경남실고 → 경남종고 (보통과 신설, 원예과 폐지)
- 2008년 1월 7일 : 교명변경 경남종고 → 이천경남고
- 2014년 3월 1일 : 교명변경 이천경남고 → 이천세무고(세무정보 및 세무회계과 실설, 보통과 및 e비즈니스과 폐지)
- 2023년 9월 1일 : 제28대 박정선 교장 취임(이천세무고 4대 교장)
- 2024년 1월 10일 : 제57회 졸업(48명, 누계 3,745명)
- 2024년 3월 4일 : 신입생 44명 입학

## 설치 학과
- 세무정보과
- 세무회계과

## 참고 자료
- 이천세무고등학교 - 한국교육학술정보원 학교알리미